# 우도기왕
우도기왕(右屠耆王)은 고대 북아시아의 유목제국 흉노의 작위 중 하나이다. 고대 중국어로 번역해 우현왕(右賢王)이라고도 한다. 좌도기왕과 함께 황제인 선우에 버금가는 작위다.
흉노는 중국의 황제에 해당하는 선우가 있고, 그 아래에 좌·우도기왕,  좌·우녹려왕, 좌·우대장, 좌·우대도위, 좌·우대당호, 좌·우골도후 등의 24개 작위가 있었다. 각 작위는 1만 ~ 수천 기의 기병을 보유했으며, 천장, 백장, 십장, 비소왕, 상, 도위, 당호, 차거 등의 부하를 거느렸다.
우도기왕은 차기 선우인 좌도기왕과 함께 선우 이하 최고 작위였으며, 흉노의 서쪽에 영지를 두었다.